# Tobias Grünenfelder
 Tobias Grünenfelder (Elm, 27 november 1977) is een Zwitsers voormalig alpineskiër. Hij nam driemaal deel aan de Olympische Winterspelen, maar behaalde geen medaille.

## Carrière
Grünenfelder maakte zijn wereldbekerdebuut in januari 1997 tijdens de reuzenslalom in Kranjska Gora. Op 28 november 2010 behaalde hij op 33-jarige leeftijd zijn eerste overwinning in een wereldbekerwedstrijd tijdens de super G in Lake Louise.
In 2002 nam Grünenfelder een eerste keer deel aan de Olympische Winterspelen 2002. Op de super G skiede hij naar een twaalfde plaats.
Op de Olympische Winterspelen 2006 eindigde Grünenfelder op de 12e plaats in de afdaling. Vier jaar later, in Vancouver, was hij opnieuw van de partij op de Olympische Spelen. Als beste resultaat liet hij een 9e plaats in de super G optekenen.

## Resultaten

### Titels
Zwitsers kampioen super G – 2005, 2006, 2009, 2010
Zwitsers kampioen afdaling – 2007, 2009

### Wereldkampioenschappen
| Jaar | Plaats            | Resultaten       |
| ---- | ----------------- | ---------------- |
| 1999 | Vail-Beaver Creek | 20e Reuzenslalom |
| 2003 | Sankt Moritz      | 18e Reuzenslalom |
| 2005 | Bormio            | 16e Super G      |
| 2011 | Garmisch-P.       | DNF1 Super-G     |

### Olympische Spelen
| Jaar | Plaats         | Resultaten                    |
| ---- | -------------- | ----------------------------- |
| 2002 | Salt Lake City | 12e Super G DNF2 Reuzenslalom |
| 2006 | Turijn         | 12e Afdaling                  |
| 2010 | Vancouver      | 9e Super G                    |

### Wereldbeker

#### Eindklasseringen
| Seizoen   | Algm | AD  | RS  | SG  |
| --------- | ---- | --- | --- | --- |
| 1998/1999 | 98e  | -   | 35e | -   |
| 2000/2001 | 119e | -   | 46e | -   |
| 2001/2002 | 49e  | -   | 23e | 17e |
| 2002/2003 | 50e  | 55e | 36e | 17e |
| 2003/2004 | 42e  | 44e | 34e | 14e |
| 2004/2005 | 45e  | 44e | 57e | 13e |
| 2005/2006 | 59e  | 25e | -   | 27e |
| 2006/2007 | 66e  | 27e | -   | -   |
| 2007/2008 | 67e  | 31e | -   | 29e |
| 2008/2009 | 60e  | 35e | -   | 15e |
| 2009/2010 | 29e  | 21e | -   | 11e |
| 2010/2011 | 43e  | 40e | -   | 10e |
| 2011/2012 | 103e | 48e | -   | 36e |
| 2012/2013 | 143e | 56e | -   | -   |

#### Wereldbekerzeges
| Datum            | Plaats      | Discipline |
| ---------------- | ----------- | ---------- |
| 28 november 2010 | Lake Louise | Super G    |